# Stefan Binder (Fußballspieler, 1978)
Stefan Binder (* 12. Oktober 1978 in Waldkirchen) ist ein ehemaliger deutscher Fußballspieler und jetziger -trainer.

## Karriere
Binder wechselte 1996 von seinem Heimatverein TSV Waldkirchen in die Jugendabteilung des TSV 1860 München. Ein Jahr später wechselte er zum SV Hutthurm, den er 1999 in Richtung Wacker Burghausen verließ. Nach dieser Station blieb er vier Spielzeiten in Folge beim SSV Jahn Regensburg, wo er in Verteidigung und Mittelfeld eingesetzt wurde. Mit diesem Verein spielte er auch in der Saison 2003/04 in der 2. Bundesliga. Da Stefan Binder einer der wenigen Spieler war, die auch nach dem Abstieg aus der zweiten Bundesliga geblieben waren, gehörte er bei den Regensburger Fans mit zu den beliebtesten Spielern des Kaders. Als der Jahn in der Saison 2005/06 allerdings in die Bayernliga abstieg, wechselte Binder zum Zweitligaabsteiger Sportfreunde Siegen. In der Saison 2007/08 kehrte er aber nach nur einem Jahr wieder zurück an die Donau zum SSV Jahn Regensburg. Im ersten Jahr gelang die Qualifikation für die neu eingeführte 3. Liga. Fünf weitere Jahre spielte er in der Abwehr der Oberpfälzer als Stammspieler und gab sein Karriereende für 2012 bekannt. In seinem letzten Jahr erreichte Binder mit Regensburg den dritten Platz der Liga, wodurch man sich für die Aufstiegsrelegation zur 2. Bundesliga qualifizierte. Der SSV Jahn setzte sich – u. a. durch eine Binder-Schwalbe, die einen Elfmeter eintrug – in zwei Spielen gegen den Karlsruher SC durch und zum zweiten Mal schaffte Binder mit dem Verein den Aufstieg in die 2. Bundesliga.
Am 30. Juni 2012 wechselte Binder als Spielertrainer zum niederbayrischen Bezirksligisten FC Tittling. 2015 beendete er seine aktive Karriere endgültig. Nach einem zweijährigen Engagement als Trainer beim Landesligisten TSV Waldkirchen kehrte Binder 2017 dem Fußballgeschäft seitdem den Rücken. Er ist nunmehr hauptberuflich als Schreiner bei einem Wohnwagen-Hersteller tätig.

## Erfolge
- Aufstieg in die 2. Bundesliga 2003 mit Jahn Regensburg
- Aufstieg in die 2. Bundesliga 2012 mit Jahn Regensburg